# Arin Alldridge
Arin Alldridge (Bournemouth, 19 juni 1965) is een Engels acteur. Hij vooral bekend van zijn rol als PC Phil Young in de politieserie The Bill.

## Biografie
Alldridge is geboren in Bournemouth, maar verhuisde op driejarige leeftijd naar Chester. Toen hij zestien was keerde hij met zijn familie terug naar Bournemouth en volgde hij een theateropleiding aan het Jellicoe Theatre. Op achttienjarige leeftijd begon hij zijn professionele acteeropleiding aan het Drama Centre London.
Van 1989 tot en met 1991 speelde Alldridge de rol van PC Phil Young in The Bill. Young is een gevoelige jonge politieagent, die na een reeks van tegenslagen zelfmoord pleegt.
Alldridge speelde mee in verscheidene kortfilms en musicals. Hij is tevens gitarist en heeft een passie voor extreme sporten.